# 2001 في لبنان
فيما يلي قوائم الأحداث التي وقعت خلال عام 2001 في لبنان.

## أفلام
من الأفلام التي صدرت هذه السنة في لبنان:
- 1 يناير – لما حكيت مريم من إخراج أسد فولادكار.

## موسيقى

### ألبومات
من الألبومات التي صدرت هذه السنة في لبنان:
- 1 يناير – شيل عيونك عني من غناء نانسي عجرم.
- 1 يناير – ندمانة من غناء نجوى كرم.

## وفيات

### يناير
- 1 يناير – عصام رجي (مواليد 1945) مغني لبناني.
- 1 يناير – وداد سكاكيني (مواليد 1913)
- 7 يناير – شارل حلو (مواليد 1913) رئيس لبناني سابق.[1]

### سبتمبر
- 11 سبتمبر – زياد جراح (مواليد 1975)